# Duninia rhemisae
Duninia rhemisae is een spinnensoort in de taxonomische indeling van de Hersiliidae.
Het dier behoort tot het geslacht Duninia. De wetenschappelijke naam van de soort werd voor het eerst geldig gepubliceerd in 2009 door Y. M. Marusik & V. Y. Fet.